# Länsväg N 889
Länsväg N 889 är en övrig länsväg i Hylte kommun i Hallands län (Småland) som går mellan kyrkbyn Jälluntofta i Jälluntofta socken och Jönköpings läns gräns vid Stengårdshult. Vägen är tre kilometer lång, asfalterad och passerar bland annat byn Tannshult. Hela vägen har hastighetsgräns 70 km/h.
Vägen ansluter till:
- Länsväg N 876 (vid Jälluntofta)
- Länsväg N 888 (vid Jälluntofta)
- Länsväg F 500 (vid Jönköpings läns gräns nära Stengårdshult)